# Mastophora apalachicola
Mastophora apalachicola là một loài nhện trong họ Araneidae.
Loài này thuộc chi Mastophora. Mastophora apalachicola được Herbert Walter Levi miêu tả năm 2003.